# 노다 교헤이
노다 교헤이(일본어: 野田 恭平, 1981년 10월 6일 ~ )는 일본의 전 축구 선수이다.

## 구단 경력
도쿄 베르디, FC 류큐, FC 기후에서 활동하였다.